# Psoralea keetii
Psoralea keetii är en ärtväxtart som beskrevs av H.M.L.Forbes. Psoralea keetii ingår i släktet Psoralea och familjen ärtväxter. Inga underarter finns listade i Catalogue of Life.